# گاردنر ۲۵۸۷
سیارک ۲۵۸۷ (به انگلیسی: 2587 Gardner، نامگذاری:1980OH) دو هزار و پانصد و هشتاد و هفتمین سیارک کشف شده‌است که در ۱۷ ژوئیه ۱۹۸۰ کشف شد.
قدر مطلق سیارک برابر ۱۱٫۲۰ است.